# Enoch Mastoras
Enoch Mayele Kiemba Mastoras (24 mei 2006) is een Nederlands-Congolees voetballer die doorgaans speelt als middenvelder. In februari 2023 debuteerde hij voor Jong AZ.

## Clubcarrière
Mastoras werd geboren in Congo-Kinshasa en groeide op in het Noord-Hollandse Noord-Scharwoude. Hij speelde in de jeugd van LSVV en AFC '34, voor hij in 2017 opgenomen werd in de opleiding van AZ. Hier tekende hij in oktober 2021 een professioneel contract tot en met het seizoen 2023/24. Zijn profdebuut maakte Mastoras namens Jong AZ in de Eerste divisie op 3 februari 2023. Tijdens een thuiswedstrijd tegen VVV-Venlo moest hij van coach Maarten Martens op de reservebank beginnen en hij mocht acht minuten voor het einde van de reguliere speeltijd invallen voor Daniël Beukers. Jong AZ won het duel met 4–3. Dat seizoen was hij als speler van AZ –18 onderdeel van de ploeg die de UEFA Youth League wist te winnen. In februari 2024 werd de verbintenis van Mastoras opengebroken en met twee seizoenen verlengd tot medio 2026.

## Clubstatistieken
| Seizoen | Club    | Competitie     | Competitie | Competitie | Beker | Beker | Internationaal | Internationaal | Totaal | Totaal |
| Seizoen | Club    | Competitie     | Wed.       | Dlp.       | Wed.  | Dlp.  | Wed.           | Dlp.           | Wed.   | Dlp.   |
| ------- | ------- | -------------- | ---------- | ---------- | ----- | ----- | -------------- | -------------- | ------ | ------ |
| 2022/23 | Jong AZ | Eerste divisie | 1          | 0          | —     | —     | —              | —              | 1      | 0      |
| 2023/24 | Jong AZ | Eerste divisie | 24         | 0          | —     | —     | —              | —              | 24     | 0      |
| 2024/25 | Jong AZ | Eerste divisie | 2          | 0          | —     | —     | —              | —              | 2      | 0      |
| Totaal  | Totaal  | Totaal         | 27         | 0          | 0     | 0     | 0              | 0              | 27     | 0      |

Bijgewerkt op 11 september 2024.